# Tsukuyomi
Tsukuyomi (月読の命 o 月夜見の尊 Tsukuyomi-no-mikoto), també anomenat com Tsukuyomi-no-kami o Tsukiyomi, en la mitologia japonesa Tsukiyomi és el déu de la lluna i la nit. El nom de Tsukuyomi és una combinació de les paraules japoneses «lluna» (tsuki) i «lectura» (yomu). Una altra interpretació és que el nom combina les paraules «nit de lluna» («Tsukiyo») i el verb «mirar» («miru»).

## Naixement
Quan Izanagi es capbussa en el riu per purificar-se del seu viatge als inferns per rescatar a la seva estimada, la deessa Izanami, mentrestant es renta catorze Kami naixeran del seu cos, un d'ells serà Tsukuyomi.
Izanagi comença el seu bany en el riu, però aquest segueix el seu curs fins al mar. Aleshores el déu es renta el seu ull esquerre i així neix Amaterasu, la gran deessa del Sol; després, es renta el seu ull dret i naixerà Tsukuyomi, déu de la Lluna i la nit; després Izanagi es renta el nas i dona lloc a Susanowo, el temible déu de la tempesta; així és el naixement dels «tres fills nobles» d'Izanagui que es repartiran l'univers.

## En la literatura popular
Com Amaterasu, Tsukuyomi va ascendir als cels (Takamagahara) per a governar el món de la nit. Però la qüestió és que el déu de la lluna es veu eclipsat en la mitologia japonesa per la seva germana Amaterasu i el tercer germà en discòrdia, Susanowo. Així doncs, poc recullen tant el Kojiki com el Nihonshoki sobre Tsukuyomi.

## Relació amb els altres Kami
Encara que a vegades s'ha dit que va ser Susanowo qui va assassinar Uke Mochi, deessa del menjar, es pensa que aquesta versió es fa servir per ressaltar el caràcter violent del déu del llamp i que en realitat, va ser Tsukuyomi qui la va matar durant una festa. Aquest tràgic fet va resultar, paradoxalment, en l'origen dels aliments per als éssers humans.
Va ser potser aquest un dels actes que van convertir al déu de la lluna en un ésser ombrívol i impredictible, tot i que hi ha qui afirma que se li podia «veure venir», ja que el seu caràcter variava amb les fases lunars. Les seves intencions, indefinides, van fer que Amaterasu prengués precaucions i comencés a fugir del seu germà, de manera que el dia i la nit se segueixen sempre l'un a l'altre i no s'uneixen ni es donen abast.